# Ireneo García Alonso
Ireneo García Alonso (ur. 25 marca 1923 w Quintanilla Vivar, zm. 4 czerwca 2012 w Toledo) – hiszpański duchowny katolicki, biskup Albacete w latach 1969–1980.

## Życiorys
Święcenia kapłańskie przyjął 27 marca 1948. Po rocznym stażu wikariuszowskim został wykładowcą seminarium duchownego w Toledo. W latach 1960–1968 pełnił funkcję sekretarza arcybiskupa Toledo.
7 grudnia 1968 papież Paweł VI mianował go biskupem Diecezja Albacete. Sakrę biskupią przyjął w katedrze w Albacete 25 stycznia 1969. 4 sierpnia 1980 papież Jan Paweł II przyjął jego rezygnację złożoną ze względów zdrowotnych.
Po rezygnacji przeniósł się do Toledo i tam zmarł 4 czerwca 2012.